# Sphaerococcopsis platynotum
Sphaerococcopsis platynotum är en insektsart som beskrevs av John Wyman Beardsley 1974. 
Sphaerococcopsis platynotum ingår i släktet Sphaerococcopsis och familjen filtsköldlöss. Inga underarter finns listade i Catalogue of Life.